# Oscar Más
Oscar Antonio Más (29 de outubro de 1946) é um ex-futebolista argentino que jogou a maior parte de sua carreira pelo River Plate, e é o segundo maior artilheiro do clube de todos os tempos. Ele participou da Copa do Mundo de 1966.

## Carreira
Ele nasceu na cidade de Villa Ballester, na província argentina de Buenos Aires. Ele fez sua estréia na primeira divisão argentina aos 17 anos em 1964, com o River Plate. Ele iria ganhar dois títulos com o River Plate, ambos os títulos disputados em 1975. 
Ele foi por duas vezes o artilheiro do Campeonato Argentino e da Copa Libertadores. No total, ele marcou 255 gols em 387 jogos pelo River, sendo o segundo maior artilheiro do clube de todos os tempos atrás de Angel Labruna.
Más também jogou por um período no Real Madrid na Espanha, no América de Cali na Colômbia e no Quilmes, Sarmiento, Mariano Moreno, El Porvenir, Defensores de Belgrano, Huracán Las Heras e Talleres na Argentina.
Más representou a Seleção Argentina em 35 ocasiões entre 1965 e 1972, inclusive na Copa do Mundo de 1966. Ele marcou 18 gols em sua carreira internacional.
No final de sua carreira, ele marcou 226 gols em 330 jogos na Primiera Divisão Argentina, tornando-se o sétimo jogador com maior número de gols desde o início da era profissional em 1931.

## Jornalismo investigativo e ação judicial por fraude
Em 29 de junho de 2009, Oscar Más foi condenado a seis meses de pena por fraude, durante um julgamento depois de ser preso no dia anterior, enquanto ele estava votando em uma escola de San Isidro, na zona norte de Buenos Aires. O ex-jogador tinha um mandado de prisão por desobedecer uma ação legal sob suspensão do julgamento pelo qual ele foi beneficiado em uma ação judicial de fraude.
Más foi preso e foi transferido no dia seguinte para comparecer perante a Corte Criminal que pediu sua prisão, pelos juízes Daniel Morin, Gustavo Valle e Juan Giúdice Bravo. A ordem de detenção foi tomada porque ele não cumpriu a liberdade condicional que a justiça havia emitido em dezembro de 2006.
O ex-jogador deveria ter se relatado periodicamente ao Conselho de Curadores do Freed, o que ele não fez, e então o tribunal declarou sua rebelião e ordenou sua prisão.
Em 10 de julho de 2009, o jornal investigativo Documentos América, divulgado pelo canal América TV, revelou uma câmera escondida que apresentava Oscar Más exigindo dinheiro de pais de crianças, em troca de fornecer o mais recente treinamento precário e eventual admissão às divisões inferiores do River Plate.

## Títulos
- River Plate
  - Campeonato Argentino: 1975